# Hite Brewery

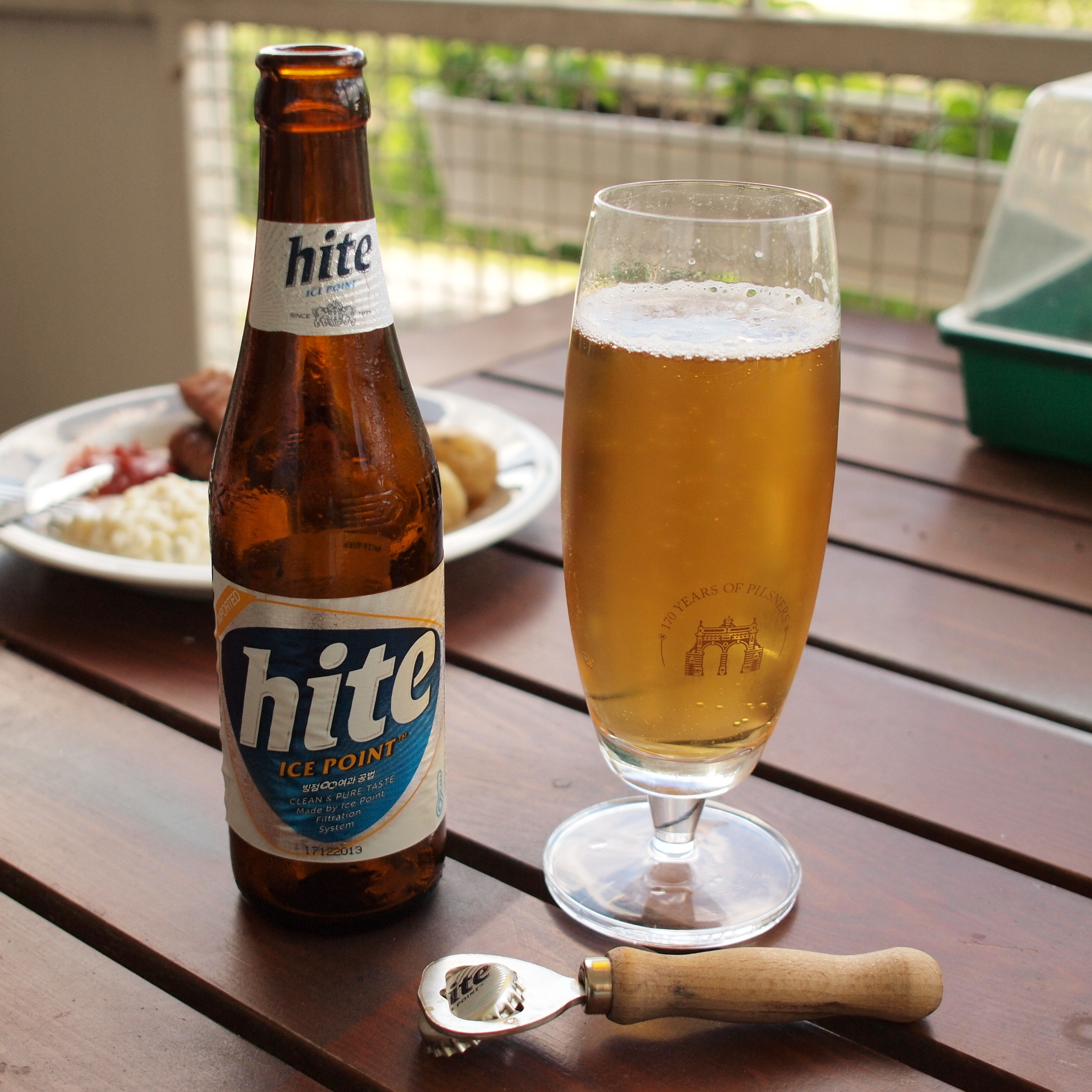
Hite Lager

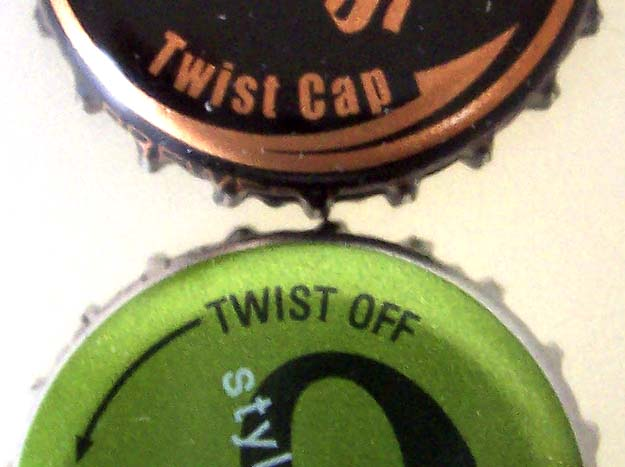
Bia Hite

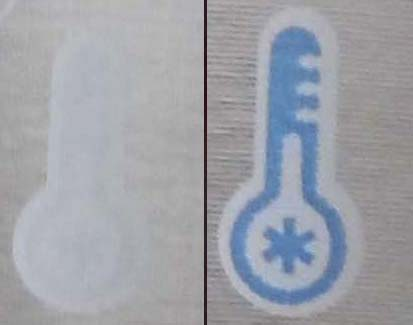
Dấu hiệu chỉ dẫn nhiệt độ mang lại hương vị tốt nhất trên chai bia Hite. Trái: nhiệt độ bình thường; Phải: nhiệt độ có hương vị ngon nhất

Hite Brewery Company Limited (/ˈhaɪt/; tiếng Hàn: 하이트맥주; KRX: 000080) là một công ty sản xuất bia của Hàn Quốc có trụ sở tại Yeongdeungpo-gu, Seoul. Sản phẩm chính của công ty là bia, rượu gạo và nước khoáng. Công ty được thành lập dưới tên Chosun Breweries vào năm 1933. Năm 2001 công ty có ba nhà máy, năm 2002 thị phần bia trong nước vào khoảng 55%, tăng từ 30% vào năm 1992.
Vào năm 2006, Hite Brewery mua lại công ty rượu soju nổi tiếng Hàn Quốc là HiteJinro.

## Tài trợ
Công ty tài trợ cho một đội thi đấu Starcraft chuyên nghiệp có tên Hite Entus. Vào ngày 4 tháng 5 năm 2011, có thông báo rằng hợp đồng giữa Hite và Entus đã hết hạn, và không được gia hạn. Sau đó nhóm đã thông báo sự trở lại của họ với cái tên CJ Entus.
Hite Brewery đã tài trợ cho đội bóng đá the POSCO Atoms vào thập niên 1990.

## Thương hiệu và sản phẩm
- Hite (tiếng Hàn: 하이트)

Bia bán chạy nhất ở Hàn Quốc. Hite lager có vị ngọt và vàng, với thân chai ốm và đầu thu nhỏ. Nó được thiết kế theo kiểu bia gạo lagers của Mỹ như Budweiser. Nó được ủ từ mạch nha lúa mạch và gạo. Cùng với Oriental Brewery và Cass, Hite thường được tìm thấy ở các quán bar và quán rượu của Hàn Quốc. Hầu hết người uống đều xem xét các phiên bản dự thảo của Hite, Oriental Brewery và Cass để thay đổi giá cả và hương vị, vì hầu hết các loại bia Hàn Quốc được pha chế từ gạo. Nồng độ cồn: 4,3%.
- Prime Max (tiếng Hàn: 프라임 맥스)

Loại bia phổ biến thứ ba ở Hàn Quốc. Prime Max là một trong hai loại bia Hàn Quốc được ủ 100% mạch nha lúa mạch, và do đó hơi đắt hơn bia Hite thường. Nó có hương vị phức tạp hơn là hương lúa mì. Nồng độ cồn: 4.5%.
- Hite Stout (tiếng Hàn: 스타우트)

Dựa trên Original Guinness (không nên nhầm lẫn với Draft Guinness), mặc dù nó ngọt hơn nhiều. Hite Stout là một loại bia cay đắng. Nó đã không phổ biến và mất dần thị phần trong những năm gần đây. Nồng độ cồn: 4.5%.
- Exfeel S (tiếng Hàn: 엑스필 에스)

Exfeel S là một loại bia nhẹ có mục tiêu nhắm vào người uống trẻ tuổi và chứa 0,5g chất xơ mỗi 100ml. Nồng độ cồn: 4.0%.
- Seok Su & Puriss Water (tiếng Hàn: 석수와 퓨리스)

Nước tinh khiết của tập đoàn Hite-Jinro.
- Hite d dry finish

Dry finish được thực hiện bằng cách sử dụng lựa chọn lên men sấy khô. Nồng độ cồn: 5%.
- Hite Soju (tiếng Hàn: 하이트 소주)

Một thương hiệu soju với thị phần tương đối thấp. Không nên nhầm lẫn với White Soju (화이트 소주).